# Трещалки
Трещалки (лат. Criocerinae) — относительно примитивное подсемейство жуков из семейства листоедов (Chrysomelidae). Всесветно распространённая группа, насчитывающая 15 родов и около 2000 видов.

## Распространение
Трещалки обитают в умеренных, субтропических и тропических зонах всех континентов.

## Экология и местообитания
О подавляющем большинстве видов известно в лучшем случае кормовое растение, но зачастую и эта информация отсутствует. Жуки и личинки кормятся преимущественно на однодольных растениях, редко на двудольных. В основном трещалки ведут открытый образ жизни: грызут листья, стебли, иногда питаются плодами спаржевых. Личинки покрывают тело экскрементами, для окукливания зарываются в почву, где делают кокон. Иногда окукливание происходит на поверхности почвы, в опавшей листве, а некоторые (Oulema gallaeciana) окукливаются прямо на растении. В тропиках известны личинки-минёры (Lema quadrivittata, Oulema pumila), Ortholema samalkotensis, возможно, образует галлы на листьях злака.